# Austrolabrus maculatus
Austrolabrus maculatus là loài cá biển duy nhất thuộc chi Austrolabrus trong họ Cá bàng chài. Loài cá này được mô tả lần đầu tiên vào năm 1881.

## Từ nguyên
Tiền tố austro trong từ định danh của chi theo tiếng Latinh có nghĩa là "phương nam" hoặc "Úc", hàm ý đề cập đến phạm vi sin sống của loài này; labrus, tên gọi của chi điển hình Labrus trong họ Cá bàng chài.
Từ định danh của loài, maculatus, cũng bắt nguồn từ tiếng Latinh, mang ý nghĩa là "có đốm", đề cập đến những chấm đen trên vảy của loài này.

## Phạm vi phân bố và môi trường sống
A. maculatus có phạm vi phân bố ở vùng biển phía tây và phía nam nước Úc. Loài cá này đã được ghi nhận dọc theo bờ biển từ vịnh Shark, Tây Úc đến Victor Harbor, Nam Úc và từ đảo Fraser, Queensland dọc theo bờ biển New South Wales đến Cape Conran, Victoria. Ghi nhận duy nhất về sự xuất hiện của A. maculatus tại bang Tasmania là sự xác định nhầm với Pictilabrus laticlavius. Loài này vắng mặt trên hầu hết bờ biển bang Victoria.
A. maculatus sống gần những rạn san hô ở độ sâu khoảng từ 10 đến 40 m.

## Mô tả
A. maculatus có chiều dài cơ thể tối đa được ghi nhận là gần 12,6 cm. Cơ thể của A. maculatus có màu nâu đỏ hoặc đỏ hoàn toàn, thân dưới, bụng và hai bên má trắng hoặc vàng nhạt. Đốm đen trên vảy tập trung nhiều ở đầu và thân trên. Cá cái và cá con có một vệt trắng ở cuống đuôi và một đốm đen lớn viền trắng ở phía sau vây lưng (tiếp giáp cuống đuôi). Cá đực có những vệt màu nâu đỏ trên đầu, và một loạt các đường màu xanh lam đồng tâm nằm trên đuôi.
Số gai ở vây lưng: 9; Số tia vây ở vây lưng: 11; Số gai ở vây hậu môn: 3; Số tia vây ở vây hậu môn: 10; Số tia vây ở vây ngực: 13; Số gai ở vây bụng: 1; Số tia vây ở vây bụng: 5; Số tia vây ở vây đuôi: 12.

## Sinh thái và hành vi
Như nhiều loài cá bàng chài khác, A. maculatus là một loài lưỡng tính tiền nữ, nghĩa là chúng đều phải trải qua giai đoạn trung gian là cá cái trước khi biến đổi hoàn toàn thành cá đực. Sự biến đổi giới tính xảy ra khi cá cái đạt chiều dài cơ thể khoảng từ 6 đến 8 cm, và đốm đen viền trắng trên cuống đuôi sẽ dần tiêu biến.

### Trích dẫn
- B. C. Russell (1988). “Revision of the labrid fish genus Pseudolabrus and allied genera” (PDF). Records of the Australian Museum. 9: 1–72.